# Звенигородское княжество

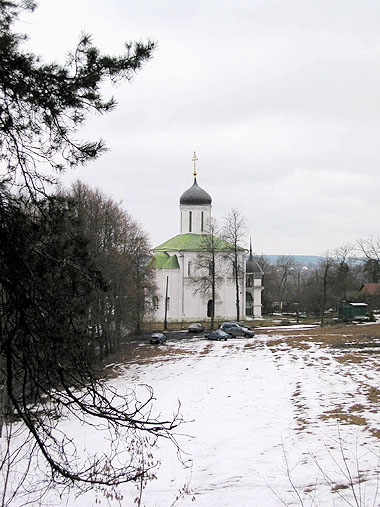
Успенский собор на Городке (ок. 1399 г.) — главный храм удельного княжества

Звенигоро́дское уде́льное кня́жество — княжество с центром в Звенигороде, существовавшее с перерывами с первой половины XIV века до конца XV века.
Археологические данные говорят о наличии укреплённого поселения на месте Звенигородского городка уже во второй половине XII — начале XIII века.
Однако впервые Звенигород упоминается лишь в духовной грамоте московского князя Ивана Даниловича Калиты в 1339 году: «А се даю сыну своему Ивану Звенигород», а в летописи первые сведения появились под 1382 годом. Так город стал центром Звенигородского удельного княжества, а Ивана Ивановича, сына Калиты — первым его князем. Впрочем, первые звенигородские князья жили в Москве, а в пределах княжества они возводили опорные пункты, держали дружину и сборщиков дани. Иван Красный, став в 1353 году великим князем, присоединил его к Москве. Вторым князем был Иван, сын Ивана Красного, с 1359 по 1364 годы. В 1364 году Звенигородский удел как выморочный вновь присоединён к Москве.
Центром городского поселения XIV века стал кремль на западной окраине нынешнего города. Звенигородцы издавна называют это место Городком.

По завещанию Дмитрия Донского (1389 г.), Звенигородское удельное княжество досталось его второму сыну Юрию Дмитриевичу. Став третьим князем удела, он превратил Звенигород в подлинную столицу своих владений и жил здесь почти постоянно до 1425. В годы правления Юрия Дмитриевича город пережил пору расцвета. Вокруг кремля была создана система земляных валов, по гребню которых шла высокая деревянная стена с башнями; остатки валов сохранились и поныне. В 1398 году недалеко от города на горе Сторожи преподобным Саввой был основан Саввино-Сторожевский монастырь. Около 1399 в центре Городка возвели белокаменный Успенский собор, в 1405 — белокаменный Рождественский собор в монастыре. Письменные источники XV—XVI веков говорят о торговле и таможенниках в городе. Город развивался, несмотря на разорение его татарами в 1382 и 1408 (В 1382 году сожжён татарами Тохтамыша, а в 1408 году город сожгли татары Едигея). 

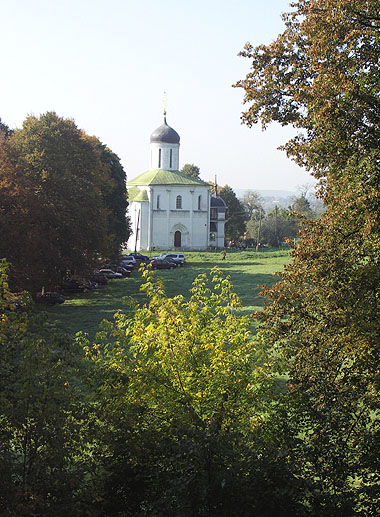
Соборный храм столицы Юрия Дмитриевича (около 1399 года)

После смерти Юрия в Москве в 1434 году Звенигород получил его старший сын Василий Косой, а после смерти последнего бездетным в 1448 году — боровско-серпуховской князь Василий Ярославич, получивший Звенигородский удел от великого князя в обмен на Дмитров всего лишь на 5 лет. В 1449—1454 годах в Звенигороде проживали служилый царевич Касим Мухаммедович и подчинённая ему станица казаков-черкас (мусульман, приведённых Касимом с Кавказских гор и с берегов Цемесской бухты).
Позднее, после шести лет принадлежности к Москве, Звенигород с 1462 по 1492 годы был уделом сына Василия Темного Андрея Большого по прозвищу «Горяй». Сразу после этого Звенигород был пожалован служилому татарскому царевичу Абдул-Латифу (1492—1497). Затем, после смерти Ивана III, в 1505 году  — сыну Ивана III  Юрию Ивановичу.